# Báthory András erdélyi fejedelem
Somlyói Báthory András (IV. András) (Szilágysomlyó, 1563 – Csíkszentdomokos, 1599. október 31.) magyar bíboros, hét hónapig Erdély fejedelme. Báthory István lengyel király unokaöccse, Báthory Boldizsár öccse, Zsigmond fejedelem unokatestvére.

## Élete
A somlyói Báthory család sarja. Apja, somlyói Báthory András (†1563), szatmári kapitány, anyja, szunyogszeghi Majláth Margit volt. Anyai nagyszülei szunyogszeghi Majláth István (1502-1550), Erdély vajdája, és nádasdi Nádasdy Anna voltak. Anyai nagyanyának a fivére, báró nádasdi és fogarasföldi Nádasdy Tamás (1498–1562) országbíró volt. Apai nagyszülei, Báthory István (1477–1534) erdélyi vajdája és telegdi Telegdi Katalin (1492–1547) voltak. Az akkoriban Erdélyhez tartozó Partiumban családja birtokolta a somlyói mellett a szatmári és szinéri uradalmat is.
Báthory András a nagybátyja, Báthory István erdélyi fejedelem és lengyel király krakkói udvarában nevelkedett. Először Gyulafehérváron, majd 1578 és 1581 között a pułtuski jezsuitáknál tanult. Családja kívánságára egyházi pályára lépett, s már fiatalon, 1584-ben varmiai segédpüspök lett. Viharos gyorsaságú egyházi előmenetelét természetesen elsősorban nagybátyja, Báthory István befolyásának köszönhette. 1583-ban és 1586-ban Rómában járt. 1583-ban apostoli protonorátius, 1584. december 24-én bíboros lett. Báthory István halála után lehetséges lengyel királyként emlegették, de ez nem vált komollyá.
1599. március 30-án Báthory Zsigmond (annak ellenére, hogy András bátyját, Boldizsárt 5 évvel korábban megölette, és ezt követően viszonyuk megromlott) hazahívta Lengyelországból unokabátyját, és lemondott erdélyi fejedelmi címéről a javára, amit az csak nagy vonakodások után fogadott el. A medgyesi országgyűlés 1599. március 29-én fejedelemmé választotta, és Báthory András március 28-án letette a fejedelmi esküt.
A papfejedelem nem nyerte el sem a Porta, sem a császár kegyeit, sőt az evangélikus szászok és a székelyek is ellene voltak, Székely Mózes udvarhelyi kapitány és a mellette harcolók kivételével. Trónra lépése után igyekezett megszilárdítani külpolitikai helyzetét, és követeket küldött a lengyel királyhoz, Giorgio Basta felső-magyarországi főkapitányhoz, a török portához, a tatár kánhoz illetve a moldvai fejedelemhez.
II. Mihály havasalföldi fejedelem, aki 1595-ben még királyának ismerte el Báthory Zsigmondot, és az ő nevében helytartóként uralkodott Havasalföldön, 1598-ban Habsburg Rudolf hűbérese lett. Ennek ellenére 1599. június 28-án hűségesküt tett Báthory Andrásnak, majd Rudolf támogatásával 1599. október 17-én betört Erdélybe. Mihály maga mellé állította a székelyeket is, akiket Habsburg Rudolf több mint 100 000 arannyal megvett. 1599. október 28-án a Nagyszeben melletti Sellenberknél Mihály túlerőben levő serege a legyőzte Báthory Andrást.

## Halála
A sellenberki csata után Báthory András Moldván  keresztül Lengyelországba próbált menekülni, azonban Mihály vajda üldözőbe vette, és gazdag jutalmat ígért a székelyeknek a fejedelem elfogásáért vagy megöléséért. Csíkszentdomokos határában egy székely lófő, Balázs „Ördög” Mihály egyes források szerint október 31-én más források szerint november 3-án kegyetlen módon meggyilkolta, levágott fejét Gyulafehérvárra vitte Mihály vajdának. Báthory megcsonkított testét is Gyulafehérvárra szállították, ahol Mihály november 24-én díszes temetést rendezett neki, már csak azért is, hogy cáfolja a népnek azt a hitét, hogy a fejedelem szerencsésen elmenekült.
A gyilkosok nem kaptak jutalmat Mihály vajdától. VIII. Kelemen pápa a csíkszentdomonkosiakra egyházi átkot mondott ki, és száz évig tartó böjtre kötelezte őket. A gyilkosságot később Székely Mózes erdélyi fejedelem székely katonái megbosszulták; 1816-ban a gyilkosság helyén Puskás Tamás pap fakeresztet állított fel.

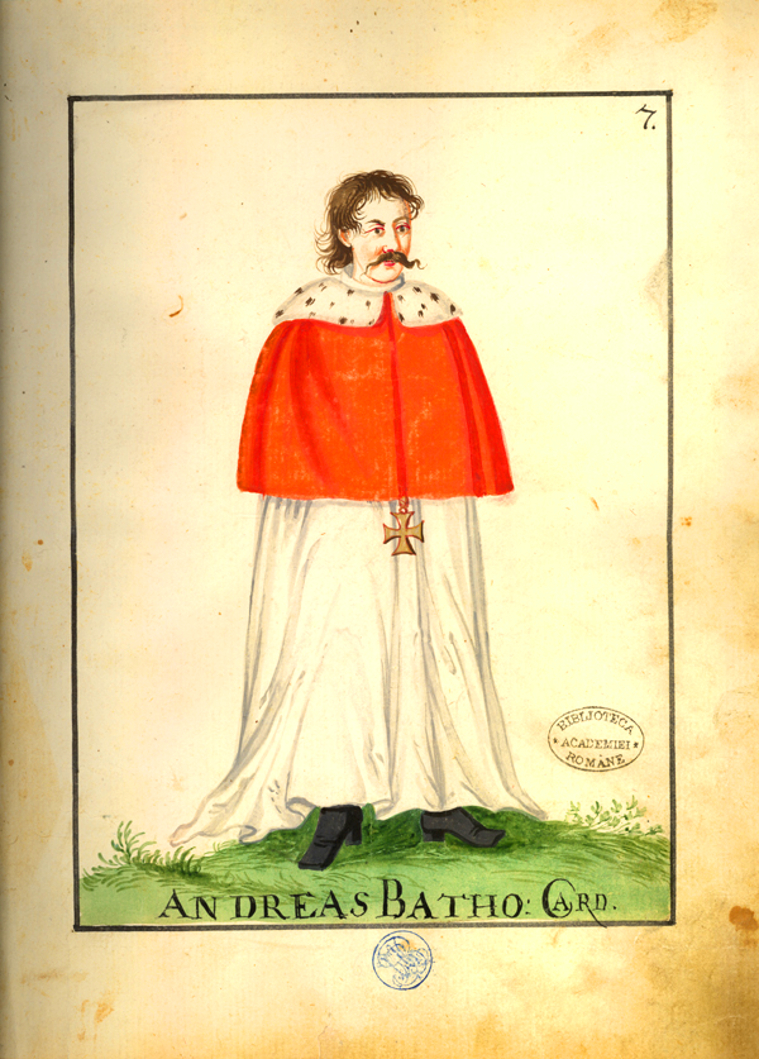
Báthory András kardinális
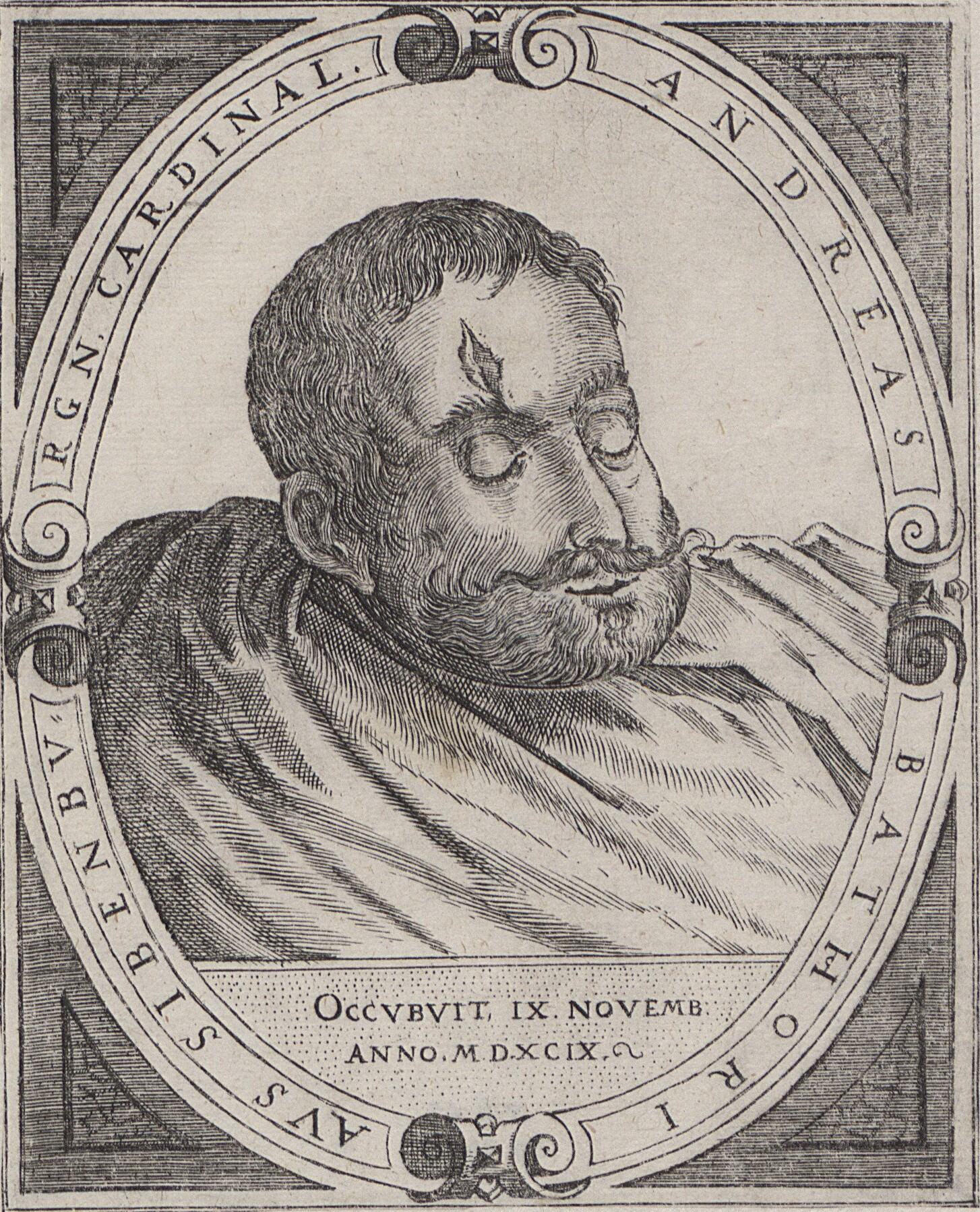
Báthory András levágott feje és Ördög Balázs által okozott fejsebe
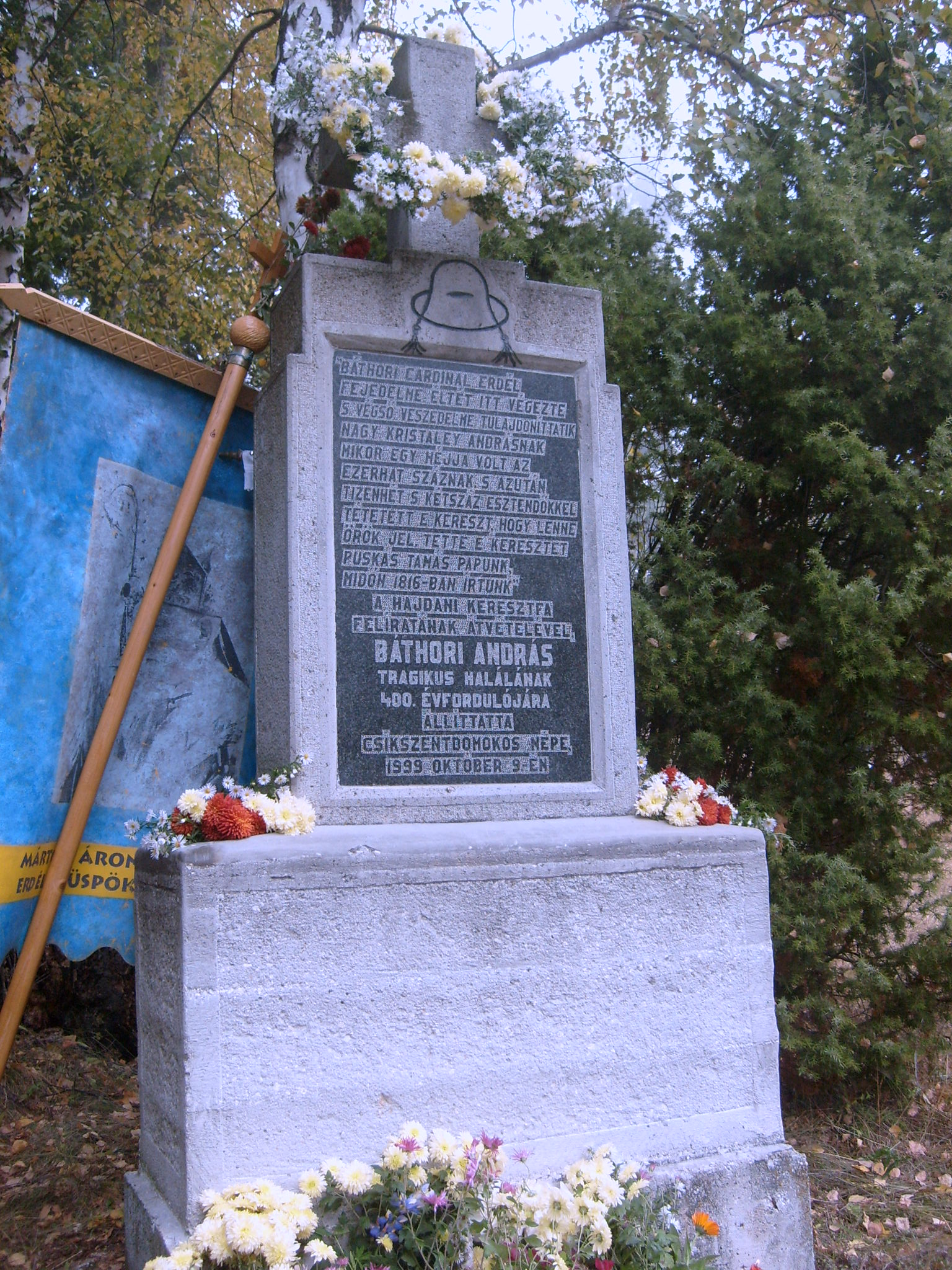
Emlékmű a gyilkosság helyén
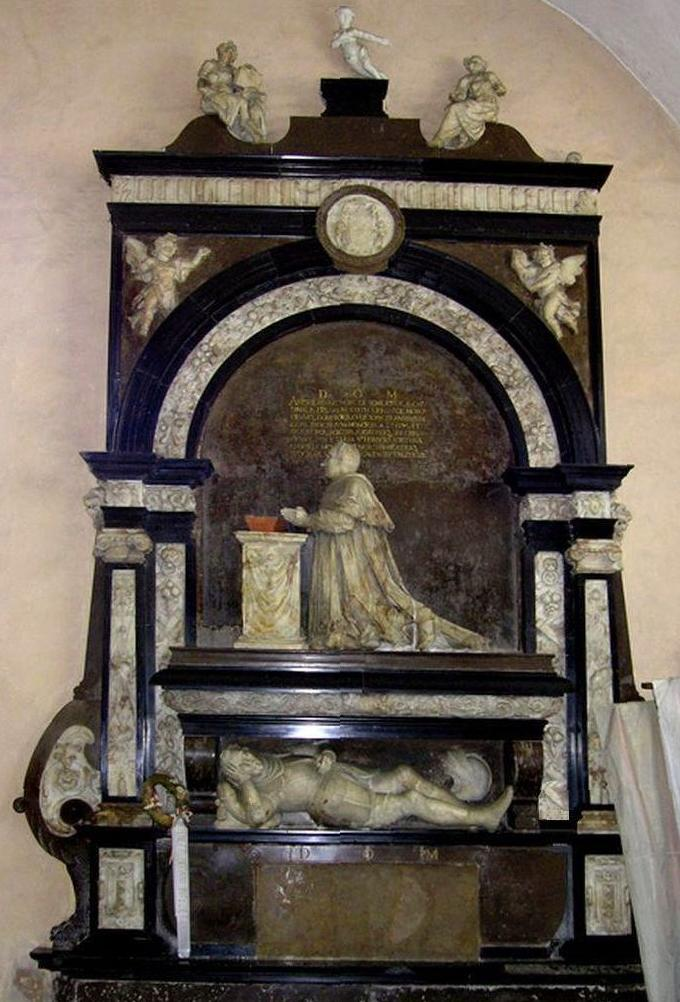
Báthory András és Boldizsár sírja
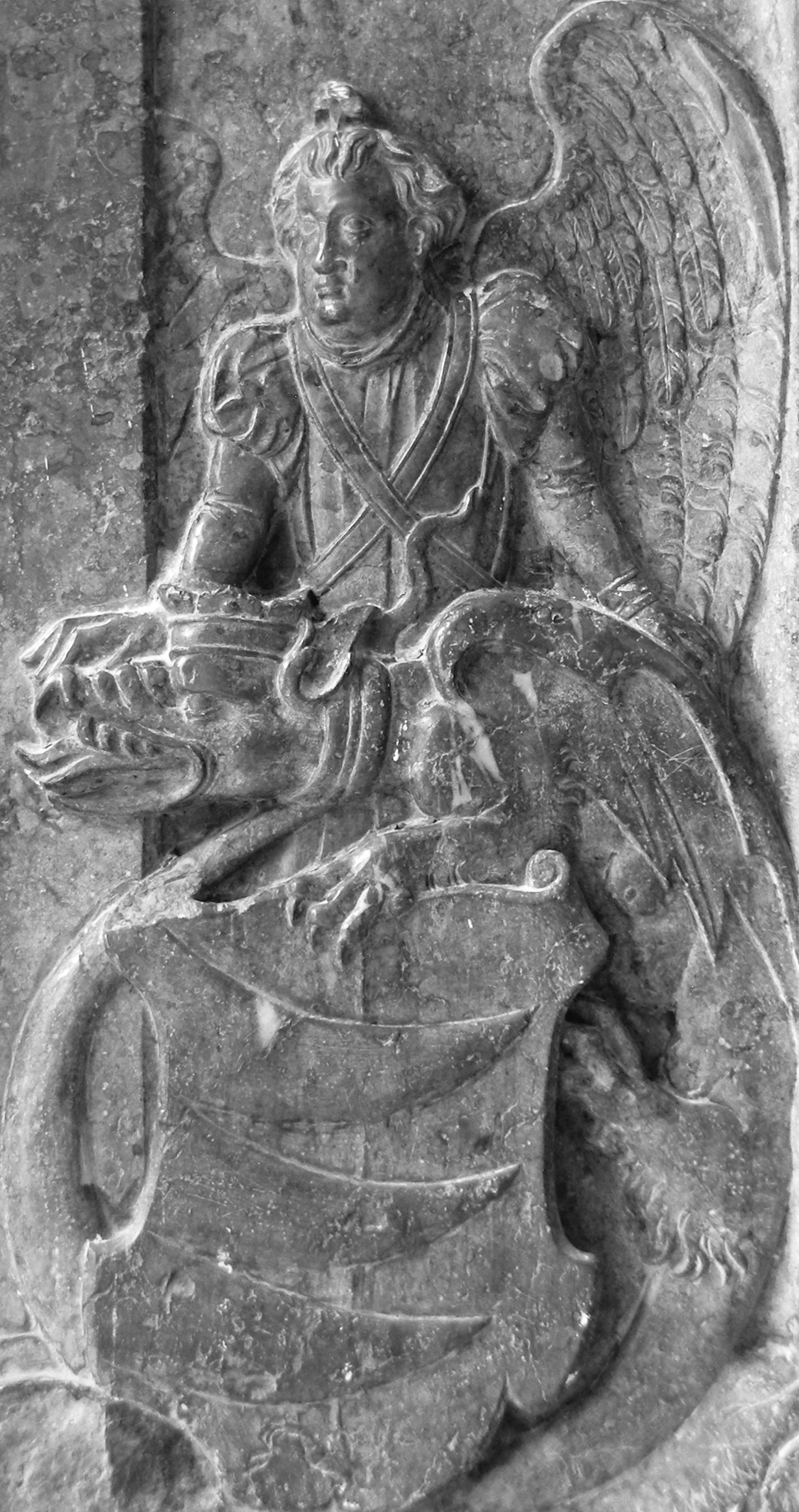
Báthory András címere